# Papuaphlugis
Papuaphlugis is een geslacht van rechtvleugeligen uit de familie sabelsprinkhanen (Tettigoniidae). De wetenschappelijke naam van dit geslacht is voor het eerst geldig gepubliceerd in 2012 door Gorochov.

## Soorten
Het geslacht Papuaphlugis  is monotypisch en omvat slechts de volgende soort:
- Papuaphlugis papua (Gorochov, 2012)